# Wysokoniemiecka przesuwka spółgłoskowa
Wysokoniemiecka przesuwka spółgłoskowa – nazywana też drugą germańską przesuwką spółgłoskową miała miejsce między trzecim a piątym wiekiem (naszej ery) i znacząco wpłynęła na rozwój języków germańskich.
Przesuwka doprowadziła do podziału kontynentalnych języków zachodniogermańskich na dialekty wysokoniemieckie (standardowy niemiecki) i dolnoniemieckie (północne dialekty niemieckie, standardowy niderlandzki, dialekty niderlandzkie etc).
Zmiany zaszły na południe od tak zwanej linii benrackiej.

## Cechy charakterystyczne
- /*p/ → /pf/ – w nagłosie, wewnątrz wyrazu i w wygłosie po spółgłosce oraz przy geminacji germ. /*p/ > /*pp/, porównaj: ang. pound vs. nowo-wysoko-niem. Pfund (nagłos), ang. apple vs. niem. Apfel.
- /*p/ → /ff/ (→ /f/) – po samogłosce, porównaj: ang. open vs. niem. öffnen, dolnoniem. op vs. staro-wysoko-niem. ūf (< *ūff) (> nowo-wysoko-niem. auf).
- /*t/ → /ts/ – w nagłosie, wewnątrz wyrazu i w wygłosie po spółgłosce oraz przy geminacji germ. /*t/ > /*tt/, porównaj: dolnoniem. tïd vs. staro-wysoko-niem. zït (> nowo-wysoko-niem. Zeit) (nagłos), porównaj: ang. witt vs. nowo-wysoko-niem. Witz (geminacja).
- /*t/ → /*ss/ (→ /s/) – po samogłosce, porównaj: dolnoniem. water vs. staro-wysoko-niem. wazzar /wassar/; ang. out, staro-wysoko-niem uz (> nowo-wysoko-niem. aus).
- /*k/ → /kx/ – w nagłosie, wewnątrz wyrazu i w wygłosie po spółgłosce oraz przy geminacji germ. /*k/ > /*kk/, porównaj: niderl. kind > staro-wysoko-niem. chint (nagłos).
- /*k/ → /xx/ (→ /x/) – po samogłosce, porównaj: dolnoniem. maken vs. staro-wysoko-niem. mahhon (> nowo-wysoko-niem. machen).

## Zapis formalny
/*p/ → /pf/ | #_ {\displaystyle \lor } C_ {\displaystyle \lor } /pp/
/*p/ → /ff/ | V_
/*t/ → /ts/ | #_ {\displaystyle \lor } C_ {\displaystyle \lor } /tt/
/*t/ → /ss/ | V_
/*k/ → /kx/ | #_ {\displaystyle \lor } C_ {\displaystyle \lor } /kk/
/*k/ → /xx/ | V_
Gdzie: # = nagłos; C = spółgłoska; V = samogłoska.